# Virgil-Daniel Popescu
Virgil-Daniel Popescu, né le 25 avril 1968 à Drobeta-Turnu Severin, est un homme politique roumain.

## Biographie
Diplômé de l'université Politehnica de Bucarest, Virgil-Daniel Popescu est le président de Petrom de 1997 à 2001.
Lors des élections législatives de décembre 2016, il est élu député dans le județ de Mehedinți.
En 2019 il devient ministre l'Économie, de l'Énergie et du Milieu des affaires dans le gouvernement Orban.